# Mohamed Nabil Benabdallah
Mohamed Nabil Benabdallah, né le 3 juin 1959 à Rabat, est un homme politique marocain, ancien ministre de l'Habitat, de l'Urbanisme et de la Politique de la ville dans le gouvernement Benkirane. Il est le secrétaire général du Parti du progrès et du socialisme (PPS).

## Études et diplômes
Nabil Benabdellah a passé ses études au collège Saint-Exupéry de Rabat et au lycée Descartes de Rabat. Il a obtenu son baccalauréat option lettres modernes A4 Lettres en 1977 et son diplôme supérieur de l'Institut national des langues et civilisations orientales (INALCO) à Paris en 1985.

## Carrière politique
De 1977 à 1985, Nabil Benabdallah, a diverses responsabilités au Parti du progrès et du socialisme et à l’Union nationale des étudiants du Maroc (UNEM), à Paris et en Europe occidentale. Il est le premier secrétaire de la jeunesse marocaine pour le progrès et le socialisme de 1988 à 1994. Depuis 1988, il est membre du comité central du Parti du progrès et du socialisme et membre du conseil national de la jeunesse et de l’avenir (CNJA) en 1990. De 1994 à 1998, il est le président de la jeunesse socialiste (Ex. JMPS). Depuis juillet 1995, il est membre du bureau politique du Parti du progrès et du socialisme. Il a été réélu en juillet 2001.
En 2009, il est nommé ambassadeur du Maroc en Italie. Le 24 février 2010, il est remplacé par Hassan Abouyoub.
Le 31 mai 2010, il est élu secrétaire général du Parti du progrès et du socialisme (PPS).Il est nommé en 2012 au sein du gouvernement Abdel-llah Benkiran en tant que ministre de l'Aménagement du territoire national, de l'Urbanisme, de l'habitat et de la politique de la ville, poste qu'il continuera d'occuper sous le gouvernement de  Saaad Dine  El Otman en 2017 où il y restera jusqu'à être limogé par le Roi Mohammed VI, le 24 octobre 2017 à la suite de la non-exécution du programme "Manarat Al Moutawassit".

## Carrière professionnelle
Nabil Benabdallah est, depuis 1987, l'interprète-traducteur assermenté agréé par le ministère de la Justice. Il est aussi le directeur du cabinet Benabdallah de traduction. Il est, depuis 1995, chargé de la communication du bureau politique du Parti du progrès et du socialisme.
Entre octobre 1997 et septembre 2000, il était le directeur des quotidiens Al Bayane et Bayane Al Youm.
Il est, depuis octobre 2002, le vice-président de l’association des traducteurs agréés près les juridictions (ATAJ) et depuis septembre 2003, un membre élu du conseil de la ville de Rabat et du conseil d'arrondissement d'Agdal-Riad.
Nabil Benabdallah est membre du conseil d'administration de la fondation des 3 cultures.